# Monaeses fuscus
Monaeses fuscus es una especie de araña cangrejo del género Monaeses, familia Thomisidae. Fue descrita científicamente por Dippenaar-Schoeman en 1984.

## Distribución
Esta especie se encuentra en Sudáfrica.